# Aspire Tower
Aspire Tower je 300 metara visoki neboder u obliku tornja u katarskom glavnom gradu Dohi te je dio kompleksa Doha Sports City koji još obuhvaća Međunarodni stadion Khalifa, Aspire Dome i vodeni centar Hamad. Aspire Tower je dizajnirao arhitekt Hadi Simaan.
Toranj je trenutno najveća građevina i zgrada u cijelome Kataru, a poznat je i pod nazivima Khalifa Sports Tower ili Doha Olympic Tower.

## Izgradnja i uporaba
Toranj je postao simbol Azijskih igara koje su se 2006. održale u Kataru. Razlog tome bila je njegova veličina i blizina glavnom mjestu događaja - Međunarodnom stadionu Khalifa. U tornju se tijekom turnira čuvao plamen Azijskih igara, čime je postavljen novi rekord o visini na kojoj se nalazio plamen igara. Tijekom samog odvijanja Azijskih igara, plamen je bio vidljiv u cijeloj Dohi.
Kao glavni građevinski materijal u izgradnji se koristio armirani beton dok je vanjski dio zgrade prekriven čeličnom konstrukcijom koja je noću tijekom Azijskih igara bila osvijetljena jarkim LED svijetlima. Arhitekt Hadi Simaan je zgradu opisao kao "proslavu neba i zemlje" te je dodao "da strukturni čelični podupirači daju oslonac strukturi pri njenoj srži, djelujući tako kao vizualna sila koja stvara energiju i njome zrači iz centra prema centrifugalnom usponu".
Aspire Tower je u potpunosti dovršen u studenom 2007., a cijela izgradnja je ukupno stajala preko 133 milijuna eura (točnoije 133,395.000,00 eura, odnosno 173,500.510,00 USD).

## Vanjske poveznice
- Profil zgrade
- Informacije o tornju
- EMPORIS.com

Sestrinski projekti
|  | Zajednički poslužitelj ima još gradiva o temi Aspire Tower |